# Hillsong Portugal
A Hillsong Portugal é uma associação cristã evangélica carismática em Portugal da Hillsong Church. Foi criada a 12 de fevereiro de 2017, consistindo na absorção da igreja portuguesa até à data conhecida como Centro Cristão da Cidade.

## Organização
A Hillsong Portugal é pastoreada, desde a sua criação, pelo Pastor Mário Rui Boto.
Ao contrário de outras localizações (ex. Barcelona, São Paulo, Buenos Aires), a Hillsong Portugal tem uma presença que cobre todo o país, contando atualmente com 2 Campi: Lisboa e Porto, e com 8 localizações: Aveiro, Ribatejo (Cartaxo), Alentejo (Beja e Milfontes), Chaves, Algarve (Portimão), Coimbra e Madeira.

Dado que as afiliações do Centro Cristão da Cidade passaram para a Hillsong Portugal, esta está filiada à Fraternal - Comunhão Nacional de Igrejas e Organizações Pentecostais e Carismáticas e à Aliança Evangélica Portuguesa.